# Tegul'det
Tegul'det (in russo Тегульдет?) è un villaggio della Russia asiatica nell'oblast' di Tomsk; è il centro amministrativo del rajon Tegul'detskij.
Si trova sul fiume Čulym, 215 km a nord-est di Tomsk.